# 29619 Kapurubandage
29619 Kapurubandage è un asteroide della fascia principale. Scoperto nel 1998, presenta un'orbita caratterizzata da un semiasse maggiore pari a 2,2851845 UA e da un'eccentricità di 0,1204196, inclinata di 5,23343° rispetto all'eclittica.